# Паспаульское сельское поселение
Паспаульское сельское поселение — муниципальное образование (сельское поселение) в Чойском муниципальном районе Республики Алтай. Административный центр — село Паспаул.

## География
Расположено в северо-западной части Чойского района.
Площадь сельского поселения составляет 53000 гектар.
Граничит с: Чойским, Ыныргинским и Каракокшинским сельскими поселениями, а также Красногорским районом Алтайского края и Майминским районом Республики Алтай.
Протяженность автодорог местного значения — 2,5 км.

## История
Паспаульское сельское поселение на территории Чойского района было образовано в результате муниципальной реформы в 2006 году.

## Население
| 2010  | 2011  | 2012  | 2013  | 2014  | 2015  | 2016  |
| ----- | ----- | ----- | ----- | ----- | ----- | ----- |
| 1515  | ↗1516 | ↗1542 | ↗1565 | ↗1611 | ↘1601 | ↗1614 |
| 2017  | 2018  | 2019  | 2020  | 2021  |       |       |
| ↘1570 | ↘1557 | ↘1537 | ↘1492 | ↘1338 |       |       |

## Состав сельского поселения
| № | Населённый пункт | Тип населённого пункта       | Население |
| - | ---------------- | ---------------------------- | --------- |
| 1 | Паспаул          | село, административный центр | ↗1243     |
| 2 | Туньжа           | село                         | ↗256      |
| 3 | Сугул            | село                         | ↘63       |
| 4 | Салганда         | село                         | ↘31       |
| 5 | Левинка          | село                         | ↘18       |
| 6 | Сухой Карасук    | село                         | ↗3        |
| 7 | Кара-Торбок      | село                         | →0        |